# سرقسطة
سرقسطة (بالإسبانية:Zaragoza) هي العاصمة الإدارية لمقاطعة سرقسطة ومجتمع أراغون المستقل، إسبانيا. تقع المدينة على ضفاف نهر إبرة وروافده، أويرفا وغاليغو، في وسط أراغون وحوض إيبرو تقريبًا.
في 1 يناير 2021، بلغ عدد سكان بلدية سرقسطة 675,301 نسمة، (وتعد منذ عام 2023، رابع أو خامس أكثر المدن سكانًا في إسبانيا) وتغطي مساحة قدرها 973.78 كيلومتر مربع (375.98 ميل مربع). وهي المدينة رقم 26 من حيث عدد السكان في الاتحاد الأوروبي. قدر عدد سكان المنطقة الحضرية في عام 2006 بحوالي 783,763 نسمة. تحتوي البلدية على أكثر من 50 في المئة من سكان أراغون. تقع المدينة على ارتفاع حوالي 208 أمتار (682 قدمًا) فوق مستوى سطح البحر.
استضافت سرقسطة معرض إكسبو 2008 في صيف عام 2008، وهو معرض عالمي حول المياه والتنمية المستدامة. كانت مرشحة أيضًا لتكون العاصمة الثقافية الأوروبية لعام 2012.
تشتهر المدينة بالفلكلور والمأكولات المحلية، والمعالم البارزة مثل كنيسة سيدة بيلار، وكاتدرائية لاسيو، وقصر الجعفرية. إلى جانب لا سيو والجعفرية، تضم المدينة عدة مبانٍ أخرى تشكل جزءًا من العمارة المدجنة في أراغون، وهي موقع تراث عالمي لليونسكو. يعتبر «فييستاس ديل بيلار» من بين أشهر المهرجانات في إسبانيا.

## أصل الكلمة
كانت البلدة الإيبيرية التي سبقت الاستعمار الروماني تُسمى سالدوي أو سالدوبا. أطلق الرومان واليونانيون على المدينة القديمة اسم قيصر أوغستا، ومنها اشتق الاسم العربي سرقسطة (الذي استخدم خلال فترة الأندلس)، ثم في العصور الوسطى ساراغوسا، وفي العصر الحديث سرقسطة.

## التاريخ
كان قبيلة سيديتاني، وهي قبيلة من الإيبيريين القدماء، يسكنون في قرية تُدعى سالدوي (سالدوبا في المصادر الرومانية).

### قيصر أوغستا الرومانية
أسس الإمبراطور أغسطس المدينة تحت اسم قيصر أوغستا بين عامي 25 ق.م و 11 ق.م كمستعمرة لتوطين قدامى المحاربين في الحروب الكانتبرية. وكمدينة رومانية، كانت تضم جميع المباني العامة النموذجية مثل المنتدى، والحمامات، والمسرح، وكانت مركزًا اقتصاديًا مهمًا. ما يزال من الممكن رؤية العديد من الآثار الرومانية في سرقسطة اليوم.
يُعتقد أنه ربما كان الرسول يعقوب هو الذي بنى كنيسة صغيرة في موقع كنيسة سيدة بيلار.
كانت كنيسة سانتا إنغراسيا دي سرقسطة تقع في الموقع الذي قيل إن القديسة إنغراسيا ورفاقها استشهدوا فيه بأمر من الإمبراطور فاليريان. لم ينجُ من حرب شبه الجزيرة سوى السراديب والمداخل. وفي أوائل القرن العشرين تم إعادة بنائها، وهي الآن كنيسة رعوية قائمة.

### العصور الوسطى
على الرغم من التدهور العام في القرون الأخيرة من الإمبراطورية الرومانية، غير أن سرقسطة لم تتأثر بشكل كبير. كانت استيلاء القوطيين على المدينة في القرن الخامس الميلادي بدون إراقة دماء أو تدمير كبير.
في القرن الثامن، وبعد الفتح الاسلامى للمدينة فى عصر الأموي لشبه الجزيرة الأيبيرية، أصبحت سرقسطة عاصمة الثغر الأعلى للأندلس.
في عام 1018، ومع انهيار الخلافة الأموية في قرطبة، أصبحت سرقسطة طائفة مستقلة تحت حكم أسرة التوجيبيين في البداية، ثم حكمها بنو هود منذ عام 1039. وازدهرت الطائفة بشكل كبير من الناحيتين الثقافية والسياسية في أواخر القرن الحادي عشر، تحت حكم أحمد المقتدر، يوسف المؤتمن بن هود، والمستعين الثاني. وسقطت في يد المرابطين في عام 1110.
في 18 ديسمبر 1118، انتزع ألفونسو الأول ملك أراغون المدينة من المرابطين، وجعلها عاصمة لمملكة أراغون. أنشأ الملك المذكور سلطة قضائية في المدينة، تم تسليمها إلى غاستون من بيارن. وظلت المدينة إقطاعية حتى أوائل القرن الثالث عشر.
كان هناك جالية يهودية في سرقسطة في العصور الوسطى، وكانت مركزًا بارزًا أدرجت فيه المدارس الدينية (اليشيفات) دراسة الفلسفة جنبًا إلى جنب مع دراسة التلمود.

### التاريخ الحديث المبكر
أدى تفشي الطاعون الدملي إلى تدمير المدينة في عام 1564. حيث أودى بحياة حوالي 10,000 شخص من إجمالي عدد سكان يقدر بـ 25-30 ألف نسمة.
في سياق حرب الخلافة الإسبانية (1701-1714)، انتفضت المدينة بالسلاح لصالح الأرشيدوق تشارلز، الذي تم إعلانه «ملك أراغون» في المدينة في 29 يونيو 1706، بعد انتفاضة أجزاء أخرى من مملكة أراغون في ديسمبر 1705. دخل تشارلز المدينة في يوليو 1706، وقاد الهجوم على المناطق التي كانت قد انحازت إلى الفصيل البوربوني في أراغون مثل برجة أو سينكو فيلاس. بعد معركة ألمانسا في أبريل 1707، انقلبت الموازين، وهربت قوات الأوستريين في حالة من الفوضى، ودخلت القوات البوربونية بقيادة دوق أورليان المدينة في 26 مايو 1707. ومع سيطرته على المملكة، بدأ بتنفيذ سلسلة من الإصلاحات المؤسسية المعروفة باسم «نويفا بلانتا»، والتي ألغت المؤسسات الأراغونية لصالح المؤسسات القشتالية. انقلبت الأمور مجددًا في عام 1710 بعد معركة ألمينار، وبعد هزيمة أخرى للبوربونيين بالقرب من سرقسطة في 20 أغسطس 1710، عاد الأرشيدوق تشارلز إلى المدينة في اليوم التالي. ومع ذلك، كان ذلك لفترة قصيرة فقط، إذ بعد دخول فيليب الخامس إلى مدريد والمعركة التالية في فيلافيسيوسا في ديسمبر 1710، فرّت جيوش هابسبورغ من سرقسطة بسرعة في ديسمبر 1710، وشرع فيليب الخامس تعزيز حكمه على مملكة أراغون، واستأنف الإصلاحات الإدارية بعد فترة من الفراغ المؤسسي.
وقعت أعمال شغب كبيرة بسبب الأغذية في المدينة في أبريل 1766 على خلفية ارتفاع سعر الخبز والسلع الضرورية الأخرى، وعُرف بـ «تمرد بروكيليروس»، نسبة إلى العملاء القمعيين، المزارعين والحرفيين المتطوعين الذين كانوا يستخدمون السيوف والدروع (البروكيل). أسفرت عملية القمع عن إصابة حوالي 300 شخص، واعتقال 200 شخص، ووفاة 8 أشخاص، وتبعتها 17 عملية إعدام علنية، وعدد غير محدد من القتلى في زنازين قصر الجعفرية.

## الديموغرافيا
بلغ عدد سكان بلدية سرقسطة 682.513 نسمة عام 2023 (وفقاً للمعهد الوطني الإسباني للإحصاء).
| 601.674 | 603.367 | 620.419 | 647.373 | 654.390 | 674.317 | 674.725 | 682.513 |

## توأمة
لسرقسطة اتفاقيات توأمة مع كل من:
- بيت لحم
- طشقند
- تيخوانا
- بارناول
- بياريتز
- قلمرية
- داليان
- لاباز
- لابلاتا
- إسكوبية
- يولين، قوانغشى
- مدينة زامبوانجا
- تيرانا
- موستوليس
- بو

## صور

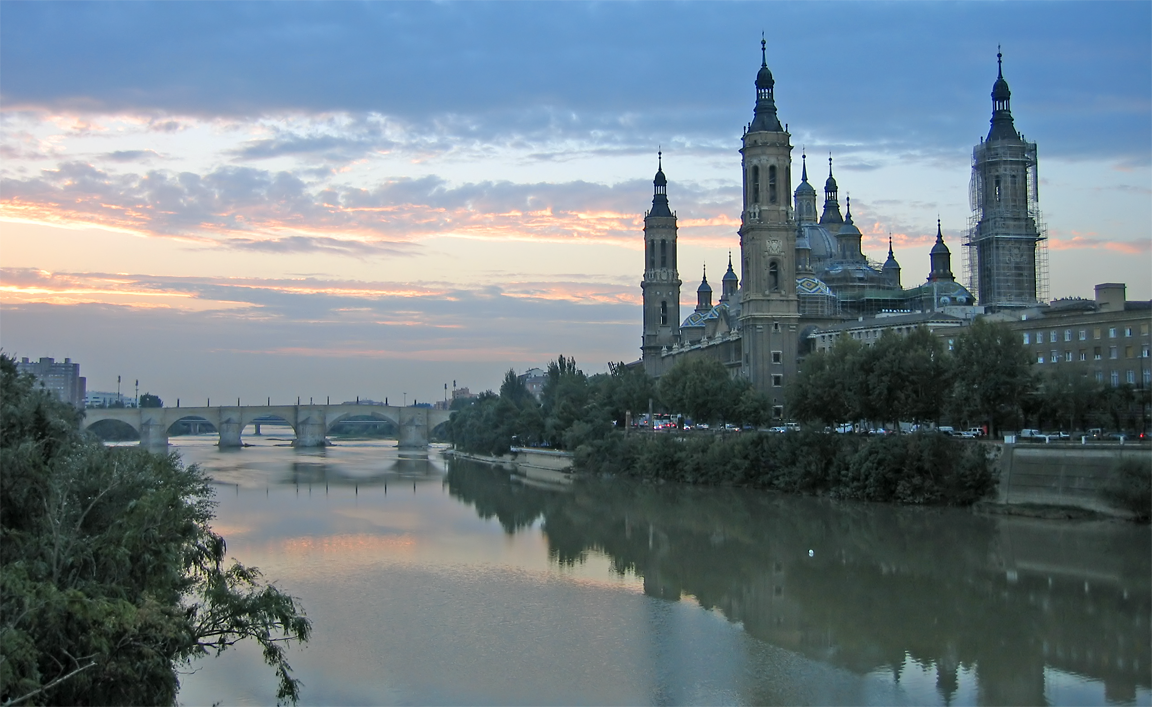
سرقسطة من نهر إبرة
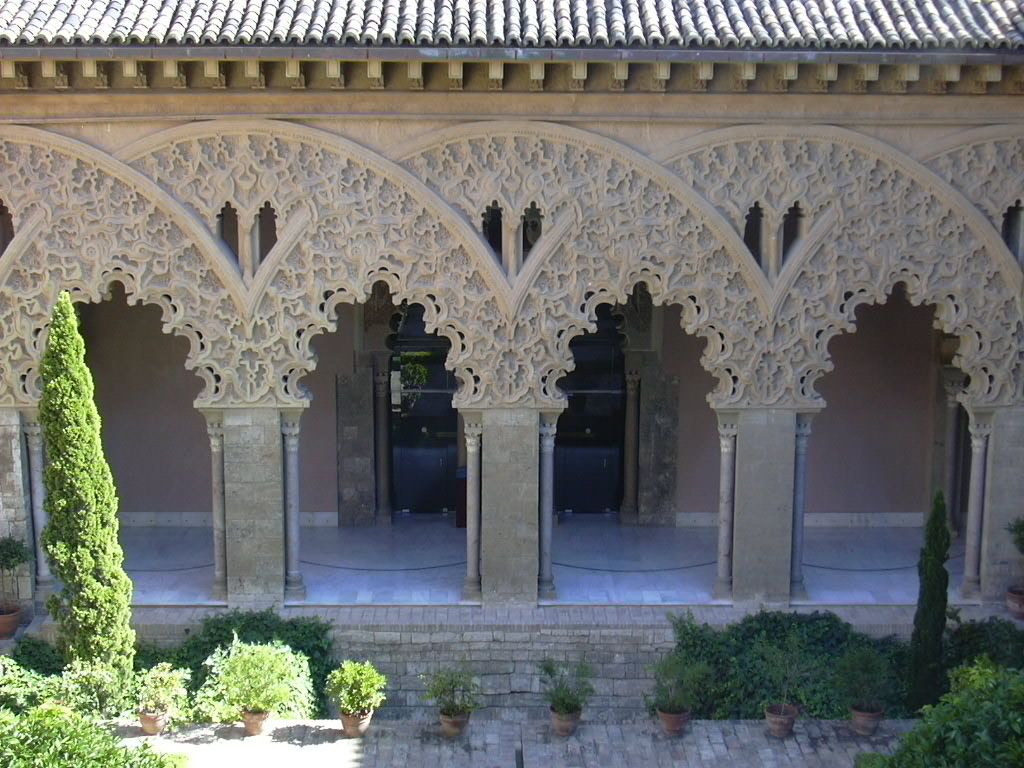
قصر الجعفرية

## أعلام
- إيزابيلا من أراغون
- كنيسة الغراب
- إليزابيث من أراغون
- أندير هيريرا
- خيسوس فاييخو
- ابن باجة